# Текучий источник
Текучий источник — родник, расположенный в правобережье реки Камышинки в хуторе Камышинский Иловлинского района Волгоградской области. Дебит родника составляет 0,3 л/с.
Имеет два выхода воды на поверхность, представляющие собой колодцы — кирпичный и бетонный. Первый из них защищён деревянным сооружением. Родник огорожен забором с трёх сторон.
Стандартный химический анализ источника показал, что из анионов более других присутствуют гидрокарбонат (НСОз) — 109,8 мг/л, очень мало содержание хлора — всего 10,6 мг/л, среди катионов характерны кальций и магний — 30,1 мг/л. Всего же сумма анионов и катионов составляет 171 г/л, а сухой остаток чрезвычайно низкий — 120 мг/л, реакция pH нейтральная, жёсткость в норме. Вода по своему химическому составу приближается к дистиллированной, каких-либо вредных примесей не обнаружено. Температура воды +9 °C.
Источник оснащён двумя купальнями (мужской и женской).

## История
Источник известен с 1781 года, о чём свидетельствует надпись на каменной плите. Местные казаки с давних пор считали воду этого источника целебной. 12 ноября 2009 года источник был освящён в честь Сорока Севастийских мучеников, в тот же день состоялось торжественное открытие православной часовни рядом с источником.